# Jay Wilbur
James Edward Wilbur, geboren als Wilbur Blinco (Bournemouth, Engeland, 1898 - Kaapstad, 1968) was een Britse bandleider, actief in het tijdperk van de bigbands en de Britse dansorkesten.

## Biografie
Wilber werd in 1928 opnameleider van het platenlabel Dominion Records, maar vertrok daar vlak voordat het label ten onder ging. Hij werd vervolgens recording manager bij Crystalate Gramophone Record Manuracturing Company. Hij maakte veel opnames onder eigen naam en verschillende pseudoniemen (zoals The Victory Orchestra en The Radio Syncopators), die verschenen op uiteenlopende labels, waaronder Imperial, Eclipse, Rex en Crown.
Wilbur trad in de jaren dertig op voor de BBC, vaak met gastartiesten zoals Fats Waller. In 1941 had hij een cameo-optreden in de film Hi Gang!.
Jay Wilbur and His Band trad tijdens de Tweede Wereldoorlog veel op voor de Geallieerde troepen. Hij nam veelal bekende nummers op in een foxtrot-stijl.
Wilbur was de derde echtgenoot van Ouida MacDermott, het jongste kind van lion comique G. H. MacDermott.
Hij overleed in Zuid-Afrika, in 1968.

## Discografie
Jay Wilbur and His Band:
- Melody Out of the Sky (opnames 1933-1938), Reid Records (LP)
- Okay Toots (opnames 1929-1935), Crystal Stream
- Here Comes the Sun (opnames label Eclipse, 1931 en 1932), Crystal Stream